# Eusparassus concolor
Eusparassus concolor är en spindelart som beskrevs av Lodovico di Caporiacco 1939. Eusparassus concolor ingår i släktet Eusparassus och familjen jättekrabbspindlar.
Artens utbredningsområde är Etiopien. Inga underarter finns listade i Catalogue of Life.